# Stara Wieś (Kutno)
Stara Wieś – część miasta Kutna we wschodniej części miasta, w okolicy ulic Grunwaldzkiej i Zielonej. Końcowy punkt Starej wsi wyznacza przystanek kolejowy Sklęczki.
Do 1976 stanowiła zachodnią część wsi Stara Wieś.

## Historia
Od 1867 w gminie Kutno. W okresie międzywojennym należały do powiatu kutnowskiego w woj. warszawskim. 20 października 1933 utworzono gromadę Bielawki w granicach gminy Kutno, składającą się ze wsi i folwarku Bielawki oraz wsi i folwarku Stara Wieś.  1 kwietnia 1939 wraz z całym powiatem kutnowskim przeniesiona do woj. łódzkiego. Podczas II wojny światowej włączone do III Rzeszy.
Po wojnie Stara Wieś powróciła do powiatu kutnowskiego w województwie łódzkim, nadal jako składowa gromady Bielawki, jednej z 22 gromad gminy Kutno. W związku z reorganizacją administracji wiejskiej jesienią 1954, weszła w skład nowej gromady Kutno, a po jej zniesieniu 29 lutego 1956 – do gromady Bielawki. Gromadę Bielawki  zniesiono 1 lipca 1968, a Starą Wieś włączono do nowo utworzonej gromady Kutno-Wschód. W 1971 roku wraz z Bielawkami liczyła 452 mieszkańców.
Od 1 stycznia 1973 w gminie Kutno jako część sołectwa Bielawki. W latach 1975–1976 miejscowość należała administracyjnie do województwa płockiego.
2 lipca 1976 część Starej Wsi włączono do Kutna. Poza granicami miasta pozostała główna część Starej Wsi.